# Epipterygium vanuatuicum
Epipterygium vanuatuicum är en bladmossart som beskrevs av H. A. Miller 1988. Epipterygium vanuatuicum ingår i släktet Epipterygium och familjen Bryaceae. Inga underarter finns listade i Catalogue of Life.